# Supercopa Brasileira de Voleibol de 2017
A Supercopa Brasileira de Voleibol de 2017 foi a terceira edição desta competição organizada pela Confederação Brasileira de Voleibol. Participaram do torneio duas equipes em ambas variantes, os campeões da Superliga e da Copa Brasil.

## Sistema de disputa
O Campeonato foi disputado em um jogo único.

## Equipes participantes
Equipes que disputaram a Supercopa de Voleibol de 2017:

### Masculino
| Equipe            | Cidade   | Qualificação                 | Última participação |
| ----------------- | -------- | ---------------------------- | ------------------- |
| ASE Sada Cruzeiro | Contagem | Campeão da Superliga 2016–17 | 2016 (Campeão)      |
| FUNVIC Taubaté    | Taubaté  | Campeão da Copa Brasil 2017  | 2015                |

### Feminino
| Equipe            | Cidade         | Qualificação                      | Última participação |
| ----------------- | -------------- | --------------------------------- | ------------------- |
| Rio de Janeiro VC | Rio de Janeiro | Campeão da Superliga 2016–17      | 2016 (Campeão)      |
| Minas Tênis Clube | Belo Horizonte | Vice-Campeão da Copa Brasil 2016* | Estreante           |

- OBS: O Minas Tênis Clube se classificou para a Supercopa por ser Vice-Campeão da Copa Brasil, o Rio de Janeiro venceu as duas competições.

## Resultados

### Masculino
| 11 de outubro de 2017 Relatório | Sada Cruzeiro Vôlei | 3 — 1                   | FUNVIC/Taubaté | Ginásio do CFO, Fortaleza |
| 11 de outubro de 2017 Relatório | 25                  | Set 1 Set 2 Set 3 Set 4 | 27 22 20 22    | Ginásio do CFO, Fortaleza |

### Feminino
| 13 de outubro de 2017 Relatório | Rexona Ades Rio | 3 — 2                         | Camponesa/Minas | Ginásio do CFO, Fortaleza |
| 13 de outubro de 2017 Relatório | 21 25 19 15     | Set 1 Set 2 Set 3 Set 4 Set 5 | 25 22 19 25 10  | Ginásio do CFO, Fortaleza |

## Premiações
| Supercopa Masculina de 2017           |
| Minas Gerais                          |
| ------------------------------------- |
| ASE Sada Cruzeiro Campeão (3º título) |

| Supercopa Feminina de 2017            |
| Rio de Janeiro                        |
| ------------------------------------- |
| Rio de Janeiro VC Campeão (3º título) |